# Kid Klown in Crazy Chase
Kid Klown in Crazy Chase (キッドクラウンのクレイジーチェイス, Kiddo Kuraun no Kureijī Cheisu) é um jogo eletrônico de plataforma desenvolvido e publicado pela Kemco. Foi lançado exclusivamente para o console Super Nintendo em 1994. O jogo apresenta uma perspectiva isométrica e um enredo centrado em Kid Klown, o personagem do jogador, que é encarregado de resgatar a princesa Honey do vilão Black Jack. Uma versão para Game Boy Advance foi anunciada em 2001 durante a Electronic Entertainment Expo daquele ano. Kid Klown in Crazy Chase recebeu, em geral, revisões mistas por parte da crítica especializada, que elogiou sua animação frenética, mas criticou severamente seus controles.

## Jogabilidade

Interface do jogo, mostrando o personagem Kid Klown

Kid Klown in Crazy Chase é um jogo de plataforma em 2D. Em comparação ao seu antecessor, apresenta uma perspectiva isométrica na qual o jogador assume o comando do personagem.
O jogo consiste em cinco estágios, pelos quais o personagem do jogador se movimenta automaticamente por um trajeto cheio de obstáculos e inimigos. O objetivo consiste em percorrer rapidamente os estágios enquanto coleta as quatro cartas e evita que a bomba, localizada no final de cada estágio, exploda. Quando sucede-se os estágios, e o jogador recebe as cartas, que por sua vez pode ser útil para desbloquear no final do jogo a gaiola que prende a princesa Honey - finalizando corretamente as fases -, o protagonista Kid Klown recebe um Honey heart (coração de mel, em tradução livre) caso o jogador vença recebendo todas as quatro cartas nas primeiras jogatinas. Após o quinto estágio, o jogador deve resolver o puzzle correto para desbloquear a gaiola da Honey. Existem três finais alternativos para o jogo:
- Final bom: O jogador coleta todos os cinco Honey hearts e salva a princesa Honey da gaiola.[6]
- Final razoável: O jogador salva Honey, mas não adquire todos os cinco Honey hearts.[6]
- Final ruim: O jogador não consegue salvar a princesa Honey e explode uma bomba na gaiola.[6]

Na versão para Game Boy Advance, os desenvolvedores adicionaram quatro minijogos desbloqueáveis, um modo multijogador e onze novos estágios.

## Desenvolvimento e lançamento
Kid Klown in Crazy Chase foi desenvolvido e publicado pela Kemco para Super Nintendo e Game Boy Advance. A versão para SNES foi lançada em setembro de 1994 na América do Norte e no mês seguinte no Japão. Revelada no Electronic Entertainment Expo (E3) de 2001, a versão para GBA foi lançada em 21 e 23 de outubro de 2002 na Europa e América do Norte, respectivamente.[carece de fontes?] A Kemco havia emitido um comunicado de imprensa no qual revelou que 60% do jogo estava concluído e previu o seu lançamento para o verão no Japão, e em novembro de 2001 na América do Norte. Entretanto, ambas versões foram constantemente adiadas, resultando no repentino cancelamento do seu lançamento no Japão. Neste período, o jogo foi destaque no evento Electronic Entertainment Expo (E3) e no Tokyo Game Show de 2002.

## Sequencia
Kid Klown in Crazy Chase 2: Love Love Honey Soudatsusen (キッドクラウンのクレイジーチェイス2 LOVE LOVEハニー争奪戦 Kiddo Kuraun no Kureijī Cheisu 2 LOVE LOVE Hanī Sōdatsu-sen) foi uma sequencia lançada somente no Japão para o PlayStation 1 em 7 de Dezembro de 1996.[carece de fontes?]

## Recepção
Em geral, o jogo foi recebido com avaliações mistas, adquirindo uma pontuação de 64,17% no Game Rankings, baseado em três análises. Inclusive, um resenhista do portal IGN descreveu-a como "estranha" e "doida". A Electronic Gaming Monthly criticou os comandos do jogo, comentando que eles requerem um alto nível de habilidade e técnica por parte do jogador. Andrew Donaldson, escritor da Nintendo Life, que atribuiu a classificação de 3,375 de um máximo de 5, criticou a falta de níveis e conteúdos, considerando o jogo pobre em relação aos outros da época. Andy Slaven, da Trafford Publishing, apontou um problema na perspectiva em três quartos de Kid Klow in Crazy Chase.
A versão para Game Boy Advance obteve uma recepção similar. A Nintendo Power deu-lhe a nota 3,2, enquanto o IGN observou que a versão transmite boas e más impressões sobre a capacidade da Kemco de adaptar jogos de Super Nintendo para consoles portáteis. De todo modo, segundo o portal, a animação não é fluída, o modo multijogador se apresenta em baixo nível, as perseguições eram constantes e o jogo apresenta uma grande dificuldade e extrema rigidez nos controles e inúmeras falhas de programações, especificamente nos comandos de saltos. Fennec Fox, da GamePro, achou a versão de Super Nintendo "semi-obscura", enquanto seu companheiro de trabalho, DJ Dinobot, afirmou que era "mais fácil de controlar um Ford Pinto 1976 com um pneu furado do que o personagem."